# Mittertor
Koordinaten: 47° 51′ 23,1″ N, 12° 7′ 41,9″ O

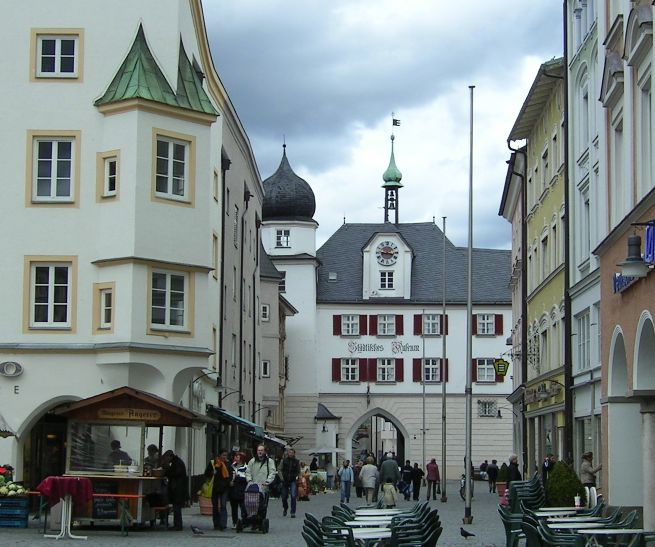
Fußgängerzone mit Mittertor

Das Mittertor ist das einzige erhaltene von ehemals fünf Stadttoren in Rosenheim.

## Geschichte
Es ist seit dem 14. Jahrhundert die Verbindung zwischen Max-Josefs-Platz und Ludwigsplatz. Der erste Torbau stammt aus dem 14. Jahrhundert. Nach dem großen Rosenheimer Stadtbrand 1641 wurden die oberen Stockwerke und der Turm in der jetzigen Form errichtet. Von 1444 und 1759 war dort die Zollstelle untergebracht. Außerdem enthielt es bis zum 19. Jahrhundert mehrere städtische Einrichtungen wie das Stadtschreiberzimmer.

## Städtisches Museum
Seit 1895 ist im Mittertor das Städtische Museum Rosenheim untergebracht. Dieses beherbergt eine der bedeutendsten regionalgeschichtlichen Sammlungen Südostbayerns mit 5000 Objekten, die die Geschichte Rosenheims und der Region von der Steinzeit bis in die 1950er Jahre zeigen. Man kann zum Beispiel original erhaltene bürgerliche Schlafzimmer aus dem 18. Jahrhundert betrachten.